# Lycopodium volubile
Lycopodium volubile är en lummerväxtart som beskrevs av Johann Georg Adam Forster. Lycopodium volubile ingår i släktet lumrar, och familjen lummerväxter. Inga underarter finns listade i Catalogue of Life.